# Брандейський університет
Брандейський університет або Університет Брандейса — приватний американський дослідницький університет. Розташований у південно-західній частині Волтема, штат Массачусетс, за 14 км на захід від Бостона. В університеті навчаються 3 200 студентів і 2 100 аспірантів. 2010 року рейтинг журналу U.S. News and World Report поставив університет на 34-е місце серед університетів США. Журнал Форбс 2010 року поставив університет на 57-е місце серед університетів і коледжів США
Університет було засновано 1948 року як загально релігійний заклад для спільного навчання чоловіків і жінок на місці колишнього університету Middlesex University. Університет названо на честь Луї Брендайса (1856—1941), відомого у США юриста єврейського походження.
Талісман — сова Оллі (названа на честь Олівера Голмса).
Бюджет університету складає — US $620 мільйонів.
Нині денне навчання в університеті коштує 40 514 доларів на рік.

## Історія

### Засновники
Засновниками університету були Ізраель Голдштейн, Джордж Альперт, Раглес Сміт, Альберт Ейнштейн та Абрам Сакар.

### Інцидент із фондом Ейнштейна
Університет мав підтримку та був пов'язаний з іменем Альберта Ейнштейна з 5 лютого 1946 року, коли він погодився представляти «Фонд вищої освіти Альберта Ейнштейна» до 22 червня 1947, коли було відкликано ту підтримку

### Студентські заворушення в залі Форда

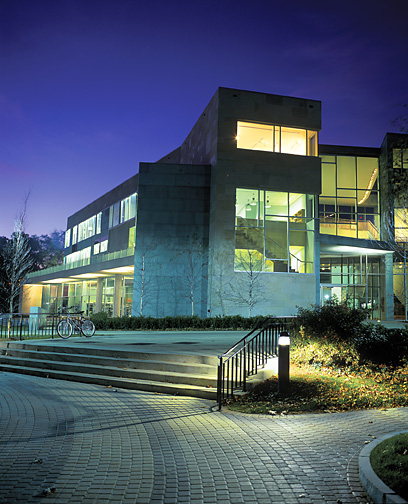
Шапіро-кампус Центр

8-18 січня 1969 року близько 70 чорношкірих студентів захопили й утримували корпус Зала Форда. Протестувальники висунули список із десяти вимог, більшість з яких було задоволено. Корпус було зруйновано у серпні 2000 для будівництва більш нового Шапіро-кампус Центр, який був відкритий 3 жовтня 2002.

### Музей вистецтв Роза
Музей було відкрито 1961.

### Президенти
- Абрам Сацар 1948 − 1968
- Морріс Бертольд Абрам 1968—1970
- Чарльз Скоттленд 1970—1972
- Марвер Бернстайн 1972—1983
- Евелін Гендлер 1983—1991
- Стюарт Альтман (в. о.) 1990—1991
- Семюель Тьєр 1991—1994[23]
- Єгуда Рейнгарц 1994 — 31 грудня 2010
- Фредерік Лоуренс з 1 січня 2011.

## Факультети, відділення, школи та коледжі
- Коледж мистецтв і наук
- Вища школа мистецтв і наук

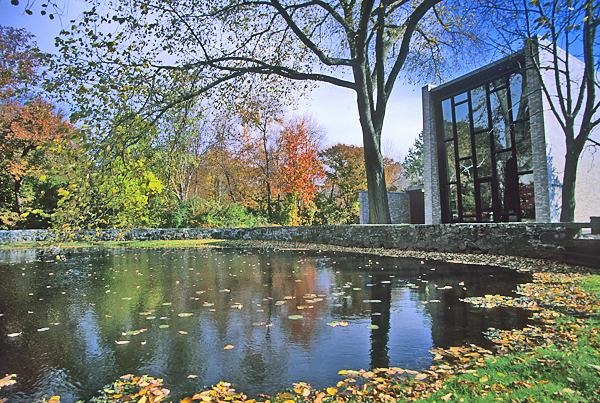
Ставок Шепелс

- Heller Школа соціальних наук та менеджменту імені Геллера
- Школа літнього та дистанційного навчання імені Ребба
- Міжнародна школа бізнесу
- Інститут журналістики імені Шустера
- Соціологічний дослідницький інститут Стейнгарда[24]
- Жіночий навчально-дослідницький центр

### Рейтинги
- №. 21 серед 25 університетів США[25]
- US News and World Report — №. 31 2009 року. Університет було відзначено як «Такий, що найбільше обирається». №. 9 у номінації «Найбільш ліберальні студенти».

## Відомі випускники та викладачі
Серед найвідоміших випускників університету політичні активісти Еббі Гоффман і Анджела Девіс, журналіст Томас Фрідман, конгресмен Стівен Солерц, фізик Едвард Віттен, письменник Ха Цзінь, політичний теоретик Майкл Волцер, акторка Дебра Мессінг, філософ Майкл Сендел і письменник Мітч Елбом.
Серед професорів минулого й сьогодення: композитор Леонард Бернстайн, соціальний теоретик Герберт Маркузе, психолог Абрахам Маслоу, активіст за права людини Елеонора Рузвельт, письменник Людвіг Льюїсон, історик Девід Гаккет Фішер, економіст Томас Совелл, дипломат Денніс Росс, поет і цивільний активіст Адрієнна Річ, дитяча письменниця Маргрет Рей та соціолог Моррі Шварц, філософ Давид Зільберман.

## Спорт
Атлетична команда університету має назву Судді (The Judges) та виступає в конференції University Athletic Association (UAA) у III дивізіоні.
Університет Брандейса представляють 10 команд у таких видах спорту як бейсбол, баскетбол, крос-кантрі, фехтування, гольф, легка атлетика, футбол, американський футбол, теніс та волейбол.
В універститеті є 20 спортивних клубів та безліч спортивних секцій: яхтинг, регбі, фрізбі, академічне веслування, лакрос, хокей на траві, сквош, чоловічий волейбол та бойові мистецтва.